# 395 (numero)
Trecentonovantacinque (395) è il numero naturale dopo il 394 e prima del 396

## Proprietà matematiche
- È un numero dispari.
- È un numero composto dai seguenti divisori: 1, 5, 79, 395 ed è difettivo.
- È un numero semiprimo.
- È la somma di tre numeri primi consecutivi, 395 = 127 + 131 + 137.
- È un numero intero privo di quadrati.
- È parte delle terne pitagoriche (237, 316, 395), (395, 948, 1027), (395, 3108, 3133), (395, 15600, 15605), (395, 78012, 78013).
- È un numero congruente.

## Astronomia
- 395P/Catalina-NEAT è una cometa periodica del sistema solare.
- 395 Delia è un asteroide della fascia principale del sistema solare.
- NGC 395 è un ammasso aperto della costellazione del Tucano. (appartenente alla Piccola Nube di Magellano).

## Astronautica
- Cosmos 395 è un satellite artificiale russo.